# Euryproctus numidicus
Euryproctus numidicus là một loài tò vò trong họ Ichneumonidae.